# 新一代战斗机
新一代战斗机（法語：Chasseur de nouvelle génération）是由達梭航太和空中巴士國防航天計劃研製的第六代戰鬥機，屬於未來空戰系統的子計畫。
新一代戰機原型機首飛預計於2025年左右進行，預計在2035-2040年接替法國的飆風戰鬥機、德國的颱風戰鬥機和西班牙的F/A-18戰鬥機等。

## 设计
飞机采用的下一代欧洲战斗机发动机 Next European Fighter Engine (NEFE) 也在开发中。
在2018年的欧洲航展上展出了一架飞机模型。飞机只有一个三角翼，并未设置垂直尾翼或鸭翼。
在2018年的柏林航空展上，達梭航太和空中客车国防航天签署了合作开发合約。预计2025年将进行首次试飞，2040年服役。